# あやめ台
あやめ台（あやめだい）は、千葉県千葉市稲毛区の町名。郵便番号263-0052。

## 地理
稲毛区北東部に位置する。北で長沼町、それ以外の三方を園生町に囲まれる。一部施設等を除いた殆どを都市再生機構あやめ台団地が占める。

## 歴史

### 沿革
- 1966年（昭和41年）9月1日：園生町の一部により、あやめ台が設置される。日本住宅公団によりあやめ台団地が造成される。
- 1972年（昭和47年）9月1日：園生町の一部を編入し住居表示が施行される。
- 1992年（平成4年）4月1日：稲毛区設置により、稲毛区あやめ台となる。

## 世帯数と人口
2017年（平成29年）9月30日現在の世帯数と人口は以下の通りである。
| 町丁     | 世帯数    | 人口    |
| -------- | --------- | ------- |
| あやめ台 | 1,939世帯 | 3,347人 |

## 小・中学校の学区
市立小・中学校に通う場合、学区は以下の通りとなる。
| 番地   | 小学校                 | 中学校               |
| ------ | ---------------------- | -------------------- |
| 1、2番 | 千葉市立あやめ台小学校 | 千葉市立草野中学校   |
| 3番    | 千葉市立柏台小学校     | 千葉市立緑が丘中学校 |

## 交通

### 鉄道
鉄道は地内を通っていない。

### バス
- 京成バス

### 道路
- 国道16号が東辺近くを南北に走るが、僅かに地内からは外れている。

## 施設
- あやめ台第一保育所
- あやめ台第二保育所
- 千葉あやめ台郵便局
- あやめ台児童センター
- あやめ台団地給水場
- 都市再生機構あやめ台団地
  - あやめ台団地住宅管理組合管理事務所・集会所
- 郵便事業美浜支店あやめ台作業所